# Raising Dion
Raising Dion (titulada Cómo criar a un superhéroe en Hispanoamérica y Educar a un superhéroe en España) es una serie de televisión de drama de superhéroes estadounidense que se estrenó el 4 de octubre de 2019 en Netflix. Se basa en el cómic de 2015 y el cortometraje del mismo nombre de Dennis Liu. En enero de 2020, Netflix renovó la serie para una segunda temporada que se estrenó el 1 de febrero de 2022.

## Sinopsis
Raising Dion sigue la historia de una mujer llamada Nicole que cría a su hijo Dion después de la muerte de su esposo Mark. Los dramas normales de criar a un hijo como madre soltera se amplifican cuando Dion comienza a manifestar varias habilidades mágicas de superhéroe. Nicole ahora debe mantener en secreto los superpoderes de su hijo con la ayuda de Pat, el mejor amigo de Mark, y proteger a Dion de las personas que lo explotan mientras descubre el origen de sus habilidades.

## Reparto y personajes

### Principal
- Alisha Wainwright como Nicole Warren,[6] una madre viuda que cría sola a su hijo mientras trata de controlar sus habilidades sobrenaturales después de la muerte de su esposo.
- Ja'Siah Young como Dion Warren,[7] el hijo superpoderoso de 10 años de Nicole.
- Jazmyn Simon como Kat Neese,[7] la hermana mayor de Nicole que es cirujana.
- Sammi Haney como Esperanza Jiménez,[7] compañera de clase y mejor amiga de Dion. Ella padece de osteogénesis imperfecta (enfermedad de los huesos quebradizos).[8]
- Jason Ritter como Pat Rollins,[7] ingeniero de una empresa de biotecnología llamada BIONA, el mejor amigo de Mark y padrino de Dion.
- Griffin Robert Faulkner como Brayden Mills (temporada 2,[9] estrella invitada temporada 1).
- Ali Ahn como Suzanne Wu[7] (temporada 2,[9] temporada recurrente 1), científica y directora ejecutiva de BIONA.

### Recurrente
- Michael B. Jordan como Mark Warren,[7] un científico y el difunto esposo de Nicole, quien en secreto recibió superpoderes por el evento de la aurora en Islandia y queda atrapado como un espíritu después de haber sido absorbido por el "Hombre Torcido".
- Gavin Munn como Jonathan King,[7] compañero de clase de Dion.
- Donald Paul como el Sr. Anthony Fry,[7] profesor de ciencias de Dion.
- Matt Lewis como el Sr. Campbell, director de la escuela de Dion.
- Marc Menchaca como Walter Mills, un granjero que también recibió superpoderes gracias al evento de Islandia. Él es absorbido por el "Hombre Torcido", dejando solo a su hijo Brayden, quien desarrolló la telepatía debido a los superpoderes de su padre.
- Moriah Brown como Willa.
- Diana Chiritescu como Jill Noonan.
- Kylen Davis como Malik, el vecino adolescente de Nicole e hijo de Tessa.
- Dana Gourrier como Tessa, vecina de Nicole y madre de Malik.
- J. Harrison Ghee como Kwame.
- Deirdre Lovejoy como Charlotte Tuck, una mujer con superpoderes salvada por Mark en una tormenta.
- Josh Ventura como David Marsh (temporada 2),[9] el nuevo vicepresidente de operaciones de BIONA.
- Rome Flynn como Tevin Wakefield (temporada 2),[9] el nuevo entrenador de Dion en BIONA que tiene poderes y el interés amoroso de Nicole.
- Aubriana Davis como Janelle Carr (temporada 2),[9] una adolescente de 15 años que tiene problemas para controlar sus poderes en BIONA.
- Michael Anthony como Gary Stafford (temporada 2),[10] un guardia de seguridad en la escuela de Dion.
- Tracey Bonner como Simone Carr (temporada 2),[9] madre de Janelle.

## Producción

### Desarrollo
El 5 de octubre de 2017, se anunció que Netflix le había dado a la producción un pedido directo a la serie para una primera temporada que constaba de nueve episodios. La serie está basada en el cómic del mismo nombre escrito por Dennis Liu e ilustrado por Jason Piperberg. Luego, Liu dirigió un cortometraje basado en su cómic. Carol Barbee adaptó un guion del cortometraje y el cómic y es la showrunner de la serie. Los productores ejecutivos de la serie debían incluir a Liu, Barbee, Michael B. Jordan, Charles D. King, Kim Roth, Poppy Hanks, Kenny Goodman y Michael Green. Las productoras involucradas en la serie estaban programadas para consistir en Outlier Society Productions y MACRO. La serie se estrenó el 4 de octubre de 2019. El 2 de enero de 2020, Netflix renovó la serie para una segunda temporada de ocho episodios, que se estrenó el 1 de febrero de 2022.

### Casting
Junto con el anuncio inicial del orden de la serie, se confirmó que Michael B. Jordan había sido elegido para un papel secundario en la serie. En junio de 2018, se anunció que Jason Ritter, Jazmyn Simon, Alisha Wainwright y Ja'Siah Young habían sido elegidos como personajes habituales de la serie. Al mes siguiente, Donald Paul fue elegido para un papel recurrente en la serie. El 29 de enero de 2019, se informó que Ali Ahn se había unido al elenco de forma recurrente. El 23 de febrero de 2021, Rome Flynn, Aubriana Davis, Tracey Bonner y Josh Ventura se unieron al elenco en capacidades no reveladas, mientras que Ali Ahn y Griffin Robert Faulkner fueron ascendidos a regulares de la serie por segunda temporada. El 24 de agosto de 2021, Michael Anthony se unió al elenco en un papel recurrente para la segunda temporada.

### Rodaje
La fotografía principal de la serie comenzó a fines de julio de 2018 en varias ciudades y pueblos de Georgia, incluidos Chattahoochee Hills y Fairburn. La filmación continuó en las mismas áreas en agosto de 2018 y también tuvo lugar en Midtown Atlanta en lugares que incluyen el Teatro Fox. El rodaje de la segunda temporada comenzó el 25 de enero de 2021 y concluyó el 25 de mayo de 2021. 

## Recepción
El sitio web de agregación de reseñas Rotten Tomatoes reporta una calificación de aprobación del 83% para la serie, según 29 reseñas, con una calificación promedio de 6.8/10. El consenso de los críticos del sitio web dice: "Si bien su drama familiar y sus aspiraciones de superhéroe no se unen del todo, las actuaciones convincentes y una sensación de asombro mantienen a Raising Dion a flote y sugieren que con un poco más de orientación podría convertirse en algo grandioso". En Metacritic, que utiliza un promedio ponderado, a la serie se le asignó una puntuación de 61 sobre 100 basada en 7 críticos, lo que indica "críticas generalmente favorables".